# Maison natale de Théodore de Bèze
La maison natale de Théodore de Bèze est une maison située à Vézelay, en France.

## Localisation
La maison est située dans le département français de l'Yonne, sur la commune de Vézelay.

## Historique
C'est ici que naquit le futur théologien calviniste Théodore de Bèze, le 24 juin 1519.
L'édifice est inscrit au titre des monuments historiques en 1992.